# Anton Gaál
Anton Gaál (* 14. März 1940 in Trautmannsdorf) ist ein österreichischer Beamter, Politiker (SPÖ) und ehemaliger Abgeordneter zum Österreichischen Nationalrat.

## Ausbildung und Beruf
Anton Gaál besuchte zwischen 1946 und 1954 die Volks- und Hauptschule und absolvierte im Anschluss bis 1957 die Berufsschule. Er arbeitete danach als Bürokaufmann, leistete zwischen 1958 und 1959 den Präsenzdienst ab und trat 1960 in den Dienst der Wiener Sicherheitswache ein, wo er zwischen 1960 und 1962 die Polizeischule besuchte. Gaál begann seinen Polizeidienst 1963 am Bezirkspolizeikommissariat Wien-Favoriten und besuchte parallel die Maturaschule (1962 bis 1965). 1974 wechselte er als Referent ins Bundesministerium für Inneres, wo er 1985 karenziert wurde. Gaál war ab 1986 Geschäftsführer und Präsident des Österreichischen Zivilschutzverbandes, ab 2010 Ehrenpräsident.

## Politische Laufbahn
Anton Gaál war 1984 Bezirksvorsteher-Stellvertreter von Wien-Favoriten, wurde 1984 als Mitglied des Wiener Gemeinderates und Abgeordneter zum Wiener Landtag angelobt und wechselte 1990 in den Nationalrat. Er war 1988 Bezirksparteivorsitzender der SPÖ Favoriten, ist seit 1989 Mitglied des Bundesparteivorstandes und Stellvertretender Landesparteivorsitzender der SPÖ Wien.
Zwischen dem 5. November 1990 und dem 26. September 2007 war Anton Gaál Abgeordneter zum Nationalrat. Er war über mehrere Perioden Mitglied in den Ausschüssen Immunität, innere Angelegenheiten und Landesverteidigung sowie zuletzt auch im Eurofighter-Untersuchungsausschuss. Zudem war Gaál Wehrsprecher des SPÖ-Parlamentsklubs. 2007 verabschiedete sich Gaál aus dem Parlament in den Ruhestand, blieb jedoch Vorsitzender der parlamentarischen Bundesheer-Beschwerdekommission welche 2009 in Parlamentarische Bundesheerkommission umbenannt wurde.

## Privates
Anton Gaál war ab dem 17. März 2004 Präsident des Wiener Trabrennbahnvereins. 2017 folgte ihm Peter Truzla in dieser Funktion nach.
Seine Tochter Kathrin Gaál ist ebenfalls Politikerin.

## Auszeichnungen
- 1997: Großes Goldenes Ehrenzeichen für Verdienste um die Republik Österreich[4]
- 2002: Berufstitel Hofrat
- 2008: Großes Silbernes Ehrenzeichen mit dem Stern für Verdienste um die Republik Österreich[4]
- Goldenes Ehrenzeichen für Verdienste um das Land Wien